# Esther Forero
Esther Forero Celis (Barranquilla, Atlántico, 10 de diciembre de 1919-Barranquilla, Atlántico, 3 de junio de 2011) fue una cantante, compositora, conductora y productora de espacios radiales colombiana, conocida como "Esthercita Forero" o "La novia de Barranquilla".

## Inicios
Empezó a cantar desde los cuatro años de edad en las tertulias familiares y teatros de su ciudad natal, Barranquilla. A los catorce años debutó en la emisora "La Voz de Barranquilla", cuatro años más tarde realizó giras por todo el territorio colombiano. En Bogotá hizo actuaciones en la Media Torta, teatros y emisoras radiales.

## Éxito internacional
En 1942 realizó su primera gira al exterior; estuvo en Panamá, donde actuó con éxito en Radio Estrella de Panamá, con acompañamiento del pianista y compositor Avelino Muñoz. En 1945 fue a Venezuela donde dio a conocer por primera vez la música costeña. Luego se dirigió a Santo Domingo, República Dominicana, país en el que escribió su primera canción "Santo Domingo". Hacia 1950 grabó con el compositor puertorriqueño Rafael Hernández discos de gran suceso en Puerto Rico, lo cual contribuyó a que la música colombiana se abriera paso entre las otras expresiones populares del Caribe.
En Cuba actuó con la orquesta de Pancho Portuondo, en 1952 siguió a Nueva York, en donde son ampliamente conocidas sus canciones, y empezó a grabar con el conocido pianista y compositor René Touzett. Esther Forero fue un icono del folclor colombiano y especialmente del carnaval de Barranquilla, del que fundó el desfile nocturno La Guacherna en 1974.

## Regreso a Colombia
Esther Forero regresó a Colombia en 1959, después de diez años de haber estado divulgando la música colombiana en el exterior. Desde entonces, estuvo grabando su música con orquestas como la de Pacho Galán, Nuncira Machado, Aníbal Velásquez, Clímaco Sarmiento, entre otras, con cantantes de la categoría de Gabriel Romero, Joe Arroyo y Alfredo Gutiérrez. 
Por iniciativa de Esthercita, en 1974 se rescató una tradición perdida, la de realizar desfiles nocturnos alegrados con cumbiambas y tamboras, y fue así como se realizó la primera guacherna.
En 1975 grabó en Barranquilla el disco "Érase una vez en La Arenosa", bajo la batuta del maestro Pedro "Pete" Vicentini y acompañada por el cantante Alcibíades "Alci" Acosta. Este disco narra la historia de Barranquilla en canciones, y ha sido hondamente apreciado por todos los barranquilleros.

## Reconocimientos
A lo largo de su vida recibió homenajes por parte de las colonias latinoamericanas. Recibió innumerables medallas, pergaminos, placas y trofeos, en reconocimiento a la magna labor que ha desarrollado a lo largo de su existencia como embajadora de la música colombiana ante el mundo. En consecuencia, la Sociedad de Autores y Compositores de Colombia la condecoró con la "Orden de Santa Cecilia". 
En 1998 el Ministerio de Cultura de Colombia le otorgó el título Emérito 1998 "por su indiscutible aporte a la música colombiana ante el mundo, por su dedicada labor y por haber sido vocera de los más positivos valores de nuestra cultura del mundo". Luego, la Cámara de Representantes le concedió la Orden "Policarpa Salavarrieta", con el grado de Comendador.
Esthercita Forero le cantó a su tierra de manera entrañable y nostálgica. Sus canciones forman parte del imaginario colectivo barranquillero y han calado profundamente en la identidad de sus habitantes, que las reconocen y veneran como himnos populares.

## Algunas composiciones
- "Barranquilla en dicembre"
- "Bombo y maracas"
- "Carnaval de mi Curramba"
- "El caño de la Ahuyama"
- "El hombre del palo"
- "La guacherna", 1976
- "La renga"
- "Linda Barranquilla"
- "Los barcos del Magdalena"
- "Luna barranquillera", 1963
- "Mi vieja Barranquilla", 1974
- "Mojana"
- "Nadie ha de saber", 2002
- "Palito 'e matarratón", 1964
- "Pegadita de los hombres"
- "Río y mar"
- "Santo Domingo"
- "Tambores de carnaval", 1978
- "Tierra barranquillera"
- "Volvió Juanita", 1978

## Algunos intérpretes
- Alci Acosta
- Alfredo Gutiérrez
- Aníbal Velásquez
- Billo's Caracas Boys
- Conjunto Quisqueya
- Dolcey Gutiérrez
- Joe Arroyo
- Juan Piña
- Lisandro Meza
- Los Golden Boys
- Los Melódicos
- Milly Quezada con Los Vecinos
- Nelson Henríquez
- Orlando y su combo
- Pastor López
- Pedro Laza y sus pelayeros
- Totó la Momposina
- Didi Hernandez

## Muerte
Esther Forero falleció el viernes 3 de junio de 2011 a los 91 años de edad en la Clínica La Asunción de Barranquilla, tras complicaciones de varios órganos. Llegó con una luxación de hombro a la clínica el miércoles 11 de mayo de 2011 producto de una caída en su residencia.